# Achryson peracchii
Achryson peracchii là một loài bọ cánh cứng trong họ Cerambycidae.